# Nephrotoma byersi
Nephrotoma byersi là một loài ruồi trong họ Ruồi hạc (Tipulidae). Chúng phân bố ở miền Tân bắc.